# Попово (озеро, Узункольский район)
Попово (каз. Попово) — озеро в Узункольском районе Костанайской области Казахстана. Находится в 10 км к юго-западу от села Пресногорьковка.
По данным топографической съёмки 1959 года, площадь поверхности озера составляет 4,14 км². Наибольшая длина озера — 5,8 км, наибольшая ширина — 1,2 км. Длина береговой линии составляет 13,4 км, развитие береговой линии — 1,13. Озеро расположено на высоте 159,9 м над уровнем моря.